# Leucocelis grandis
Leucocelis grandis är en skalbaggsart som beskrevs av Bourgoin 1919. Leucocelis grandis ingår i släktet Leucocelis och familjen Cetoniidae. Inga underarter finns listade i Catalogue of Life.